# Impulsività

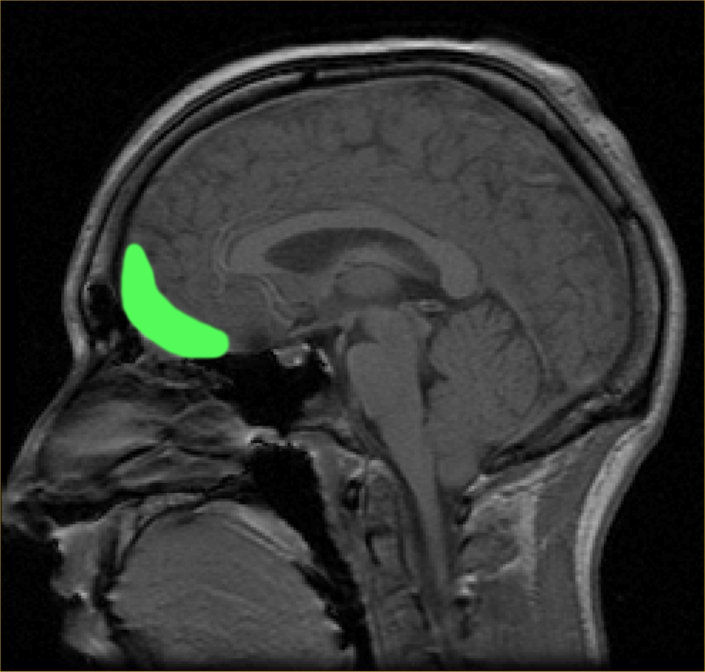
Corteccia orbitofrontale, parte della corteccia prefrontale che modella il processo decisionale e l'impulsività.

L'impulsività è un temperamento definito come la tendenza ad agire esclusivamente per desiderio o per capriccio, un comportamento caratterizzato da poca o nessuna pianificazione, riflessione o considerazione delle conseguenze.
L'impulsività è dominata da una bassa tolleranza allo stress e alla frustrazione, mancanza di controllo degli impulsi e comportamenti aggressivi, che possono mettere a rischio l'individuo e possono essere associati ad atti criminali. Le azioni impulsive sono spesso "mal concepite, espresse prematuramente, troppo rischiose o inadeguate alla situazione che spesso si traducono in conseguenze indesiderabili", che mettono a rischio gli obiettivi a lungo termine e le strategie per il successo. È un elemento presente nel carattere di ogni persona e si manifesta quando un individuo reagisce a un bisogno interno oppure a una situazione in modo esagerato, cioè con una risposta troppo intensa rispetto allo stimolo che l'ha causata.

## Descrizione
Un individuo è definito impulsivo, quando compie azioni o scelte sotto la spinta di un'impellente pulsione. Tale atteggiamento è caratterizzato dalla momentanea o permanente assenza di un controllo inibitorio appropriato. Il termine controllo inibitorio si riferisce alla capacità di trattenersi nell'eseguire azioni o scelte, cosicché sia disponibile il tempo necessario per valutare i costi, i benefici e le possibili conseguenze che quelle scelte determinerebbero. La persona impulsiva, dunque, compie un'azione o una scelta in maniera del tutto irrazionale e inconsapevole, agisce di impulso, in modo precipitoso e, talvolta, anche violento, senza valutare le conseguenze delle proprie azioni".
Le caratteristiche più comuni che si presentano in una persona impulsiva sono:
- Il soggetto è incapace di resistere a un impulso, anche se questo potrebbe comportare conseguenze pericolose
- Il soggetto, prima di compiere l'azione, avverte dentro di sé una crescente tensione, dopodiché, nel momento in cui esegue l'azione, prova un senso di piacere e di sollievo
- Infine, è possibile che si presentino nel soggetto sentimenti di rimorso e di senso di colpa, a causa dell'azione che è stata appena eseguita[7].

In alcuni casi l'impulsività può manifestarsi in maniera più o meno prevalente, fino a diventare un vero e proprio disturbo di personalità. Quest'ultimo caso si verifica quando l'istinto prende il sopravvento sulla volontà, causando comportamenti violenti, che possono mettere a rischio non solo la vita dell'individuo in questione, ma anche l'incolumità delle persone che gli stanno vicino.
Si distinguono due tipi di impulsività: l’impulsività cognitiva o attenzionale e l’impulsività motoria comportamentale.

### Impulsività motoria comportamentale
L'impulsività motoria comportamentale si presenta con il susseguirsi di azioni compiute in maniera del tutto impulsiva. L'individuo, quindi, esegue tali azioni, soccombendo a impulsi o tentazioni per lui irrefrenabili. Questo modo di agire è anche definito "azione d'impulso".

### Impulsività cognitiva
L'impulsività cognitiva si manifesta quando l'individuo prende decisioni senza riflettere né sulle possibili alternative né sulle future conseguenze. Proprio per questo motivo, tali scelte vengono definite "impulsive".

## Misure dei livelli di impulsività
Gli individui impulsivi spesso si mostrano più intolleranti nelle situazioni in cui una certa gratificazione viene posticipata nel tempo. La maggior parte dei test psicometrici hanno come obiettivo proprio quello di osservare l'individuo in circostanze in cui è presente un ritardo temporale nell'ottenimento di una certa ricompensa. I test si dividono in due categorie: una misura la componente motoria comportamentale dell'impulsività, mentre l'altra valuta la componente cognitiva. 
- Per calcolare la componente motoria dell'impulsività si utilizzano paradigmi del tipo "go-no go", in cui viene richiesto al soggetto di posporre un'azione
- Per stimare la componente cognitiva dell'impulsività, invece, vengono utilizzati paradigmi del tipo "multi-choice reaction time", dove il soggetto si trova a dover decidere tra due o più opzioni[6]

## Impulsività e percezione del tempo
È possibile che i diversi livelli di impulsività dipendano dal fatto che ogni individuo abbia una differente percezione del tempo. Per questo motivo una persona impulsiva può giudicare un intervallo di tempo molto più lungo rispetto a quello che è in realtà, e di conseguenza quella persona tende a evitare il ritardo di una certa gratificazione, compiendo azioni d’impulso o scelte impulsive.
Questa ipotesi è compatibile con due diversi modelli: quello dei sistemi multipli e quello moltiplicativo iperbolico.
Secondo il modello dei sistemi multipli, la decisione finale è, in realtà, il risultato della relazione presente tra due componenti della personalità: la componente affettiva e la componente razionale. La prima è la risultante di più fattori, tra cui il fastidio e la tentazione, e dà luogo al “valore affettivo”; la seconda ha come scopo quello di elaborare una soluzione ottimale per un certo problema. Quando una componente prevale sull'altra, si verifica un conflitto interiore: l'individuo deve decidere a quale delle due componenti soccombere. In questo caso, alcuni soggetti potrebbero preferire il “valore affettivo”, cosa che per loro non risulterebbe del tutto ottimale, ma che comunque sarebbe giustificata dal punto di vista emotivo.
Il modello moltiplicativo iperbolico è un modello matematico del processo decisionale, in cui il valore di una ricompensa aumenta come funzione iperbolica della sua dimensione mentre diminuisce come funzione iperbolica del suo ritardo. Queste funzioni, in seguito, si combinano in modo moltiplicativo per determinare il valore soggettivo complessivo della ricompensa. Questo modello, dunque, si basa unicamente sul valore affettivo legato alla ricompensa e mette le decisioni interamente a carico della componente emotiva della personalità di ogni individuo.
L'ipotesi che la persona impulsiva abbia un'alterata percezione del tempo si dimostra d'accordo con il modello dei sistemi multipli, perché il processo cognitivo di valutazione delle gratificazioni ottenibili per unità di tempo viene alterato: dunque, il “valore affettivo”, risultante della tentazione di svolgere nell'immediato l’azione, sarà maggiore rispetto alla componente razionale. L'ipotesi, inoltre, è appoggiata anche dal modello moltiplicativo iperbolico, poiché un'alterata percezione degli intervalli di tempo avrà un diretto impatto sulla svalutazione soggettiva del “valore affettivo” assegnato alla ricompensa: dal momento che l'individuo stima l'intervallo di tempo più lungo del previsto, il valore della ricompensa che egli sta attendendo diminuisce velocemente.

## Strutture cerebrali coinvolte
Il sistema della dopamina (o dopaminergico) risulta avere una notevole importanza per un'efficiente elaborazione delle informazioni che fanno riferimento alla ricompensa. La dopamina, un neurotrasmettitore che fa parte della famiglia delle catecolamine, presente nel sistema nervoso centrale, viene rilasciata quando un individuo prova una sensazione di gratificazione che, per esempio, può essere causata da un buon pasto oppure anche dall'assunzione di uno stupefacente. La dopamina gioca un ruolo fondamentale anche nella modulazione del comportamento motivato, nell'espressione delle emozioni e nell'attivazione delle funzioni cognitive relative all'elaborazione delle informazioni riguardanti la ricompensa. Alcune di queste funzioni sono: il modo in cui l'individuo si approccia alla ricompensa; il consumo che fa di essa; la sua capacità di predire i risultati delle situazioni potenzialmente gratificanti. Dunque, maggiore sarà il rilascio di dopamina, maggiore sarà la sensazione di gratificazione dell'individuo e, di conseguenza, anche il suo desiderio di consumare nuovamente la ricompensa che gli ha suscitato tale sensazione.
I siti del sistema nervoso centrale, in cui la dopamina va a concentrarsi, sono lo striato e la corteccia prefrontale (PFC).
Più nello specifico, la neurotrasmissione di dopamina è influenzata da due proteine:
- la catecolo O-metiltransferasi (COMT) che degrada la dopamina rilasciata, influendo soprattutto sul livello di dopamina presente nella corteccia prefrontale, ovvero il luogo in cui avviene la degradazione della dopamina
- il trasportatore attivo di dopamina (DAT1) che determina la durata e l'ampiezza dell'azione della dopamina. Questa proteina, infatti, va a recuperare la dopamina dopo che essa è stata rilasciata. Il trasportatore attivo di dopamina agisce soprattutto a livello dello striato[9]

Sia il gene che codifica per la proteina catecolo O-metiltransferasi sia quello che, invece, codifica per la proteina trasportatrice di dopamina presentano polimorfismi funzionali:
- Il gene COMT presenta il polimorfismo COMTval158met, cioè: esso può codificare per la sostituzione, sul codone numero 158, della valina (val) alla metionina (met). Questo significa che la proteina catecolo O-metiltransferasi può presentarsi in tre modi: omozigote per l'allele val (COMTval/val), omozigote per l'allele met (COMTmet/met) ed eterozigote (COMTmet/val). Poiché la proteina COMT contenente la metionina è relativamente termolabile, a causa della temperatura corporea, la sua attività risulta essere più bassa rispetto alla proteina COMT contenente la valina, la quale invece è pienamente attiva anche alle temperature del corpo. Pertanto la concentrazione di dopamina, risultante in seguito all'azione della proteina COMT val/val, sarà minore rispetto a quella determinata dall'azione della COMT met/met. Per quanto riguarda, invece, l'allele met/val, esso risulta avere un'attività intermedia
- A sua volta, il gene che codifica per la proteina che trasporta la dopamina può determinare un numero variabile di ripetizioni in tandem di una certa sequenza nucleotidica (generalmente 9 o 10 ripetizioni). L'espressione del gene DAT1 che codifica per l'allele 9 ripetizioni risulta essere più bassa rispetto a quella del DAT1 che, invece, codifica per l'allele a 10 ripetizioni. Dal momento che l'espressione genica si riflette sulla sintesi della proteina codificata da quello stesso gene, maggiore è l'espressione del gene, maggiore è la sintesi della proteina da esso codificata. Dunque, l'omozigosi dell'allele a 10 ripetizioni è stata associata ad una maggiore attività, e di conseguenza ad una minor concentrazione di dopamina[9].

Di conseguenza a quanto detto, gli individui che presentano la proteina COMT omozigote met/met e la proteina DAT1 con l'allele a 9 ripetizioni, al momento della consegna della ricompensa, mostreranno un più alto livello di concentrazione di dopamina rispetto a tutti gli altri. In altre parole, essi proveranno un maggior senso di sollievo e, per questo motivo, vorranno ottenere più velocemente ricompense di quello stesso genere, tali da suscitare in loro la medesima sensazione.

## Patologie legate all'impulsività
Nei casi più gravi, per esempio in seguito a una disfunzione del sistema dopaminergico, l'impulsività può diventare una vera e propria patologia, sviluppandosi in impulsività aggressiva, dipendenza dal gioco d'azzardo, sindrome da acquisto compulsivo, inclinazione alla sessualità a rischio, azioni di guida spericolata, tossicofilia e bulimia. Una malfunzione del sistema dopaminergico può anche causare malattie come la schizofrenia e la malattia di Parkinson. Studi circa le conseguenze date dai polimorfismi funzionali della proteina catecolo O-metiltransferasi (COMT) e della proteina che trasporta la dopamina (DAT1) hanno confermato i seguenti risultati:
- La proteina catecolo O-metiltransferasi contenente la valina può rivelarsi benefica o dannosa nei confronti di alcune funzioni prefrontali, a seconda della natura dell'azione compiuta dalla proteina stessa e dello stato del sistema dopaminergico. Gli individui omozigoti per l'allele val, spesso, si rivelano più inclini a ricercare la novità e il rischio[9]
- La proteina catecolo O-metiltransferasi contenente la metionina può rivelarsi benefica per quanto riguarda le funzioni di memoria e della corteccia prefrontale (PFC), ma può anche comportare un'elevata azione delle regioni limbiche in risposta a stimoli visivi non piacevoli, scatenando risposte affettive anormali: disturbo ossessivo-compulsivo (OCD) negli uomini, elevato stato di ansia nelle donne e attacchi di panico. Gli individui omozigoti per l’allele met, spesso, si sentono più preoccupati e impauriti quando si trovano in situazioni nuove e incerte[9]
- L'allele a 10 ripetizioni della proteina che trasporta la dopamina è associato al disturbo da deficit di attenzione/iperattività (ADHD o ADD)[9]
- L'allele a 9 ripetizioni della proteina che trasporta la dopamina è associato, invece, ad un comportamento più motivato[9]

## Impulsività come disturbo patologico
Possiamo riconoscere due macrocategorie di impulsività come disturbo psicologico, entro le quali si trovano le diverse forme e manifestazioni: l'impulsività costituzionale e l’impulsività acquisita.

### Impulsività costituzionale
L'impulsività costituzionale si manifesta nella maggior parte dei casi in forma ereditaria, per quanto riguarda sia la presenza di problemi psichici o alterazioni dell'umore sia la manifestazione di alcune malattie, come l'epilessia.

### Impulsività acquisita
L'impulsività acquisita è spesso causata da uno squilibrio che si è presentato nel periodo della prima infanzia. Tale instabilità può essere causata dal bambino stesso, dall'educazione ricevuta oppure dall'ambiente in cui il bambino ha trascorso i suoi primi anni di vita.